# Kampfgeschwader 155
Le Kampfgeschwader 155 (KG 155) (155e escadron de bombardiers) est une unité de bombardiers de la Luftwaffe pendant la Seconde Guerre mondiale. 

## Organisation

### Stab. Gruppe
Formé le 1er avril 1936 à Ansbach.

Le 1er février 1938, le Stab/KG 155 est renommé Stab/KG 158.
Reformé le 1er novembre 1938 à Giessen à partir du Stab/KG 254.

Le 1er mai 1939, il est renommé Stab/KG 55.
Geschwaderkommodore (Commandant de l'escadron) :
| Début             | Fin              | Grade          | Nom              |
| ----------------- | ---------------- | -------------- | ---------------- |
| 1er avril 1936    | 1er février 1938 | Oberstleutnant | Otto Dessloch    |
| 1er novembre 1938 | 1er mai 1939     | Generalmajor   | Wilhelm Süssmann |

### I. Gruppe
Formé le 1er octobre 1935 à Giebelstadt comme Fliegergruppe Giebelstadt, puis à partir 1er avril 1936 comme  I./KG 155 avec :
- Stab I./KG 155
- 1./KG 155
- 2./KG 155
- 3./KG 155

Le 1er février 1938, le I./KG 155 est renommé I./KG 158 avec :
- Stab I./KG 155 devient Stab I./KG 158
- 1./KG 155 devient 1./KG 158
- 2./KG 155 devient 2./KG 158
- 3./KG 155 devient 3./KG 158

Reformé le 1er novembre 1938 à Langendiebach à partir du I./KG 254 avec :
- Stab I./KG 155 à partir du Stab I./KG 254
- 1./KG 155 à partir du 1./KG 254
- 2./KG 155 à partir du 2./KG 254
- 3./KG 155 à partir du 3./KG 254

Le 1er mai 1939, le I./KG 155 est renommé I./KG 55 avec :
- Stab I./KG 155 devient Stab I./KG 55
- 1./KG 155 devient 1./KG 55
- 2./KG 155 devient 2./KG 55
- 3./KG 155 devient 3./KG 55

Gruppenkommandeure (Commandant de groupe) :
| Début             | Fin          | Grade  | Nom            |
| ----------------- | ------------ | ------ | -------------- |
| ?                 | ?            | ?      | ?              |
| 1er novembre 1938 | 1er mai 1939 | Oberst | Joseph Brunner |

### II. Gruppe
Formé le 1er avril 1936 à Ansbach-Neukirchen avec :

- Stab II./KG 155 nouvellement créé
- 4./KG 155 nouvellement créé
- 5./KG 155 nouvellement créé
- 6./KG 155 nouvellement créé

Le 1er février 1938, le II./KG 155 est renommé II./KG 158 avec :
- Stab II./KG 155 devient Stab II./KG 158
- 4./KG 155 devient 4./KG 158
- 5./KG 155 devient 5./KG 158
- 6./KG155 devient 6./KG 158

Reformé le 1er novembre 1938 à Giessen à partir du II./KG 254 avec :
- Stab II./KG 155 à partir du Stab II./KG 254
- 4./KG 155 à partir du 4./KG 254
- 5./KG 155 à partir du 5./KG 254
- 6./KG 155 à partir du 6./KG 254

Le 1er mai 1939, le II./KG 155 est renommé II./KG 55 avec :
- Stab II./KG 155 devient Stab II./KG 55
- 4./KG 155 devient 4./KG 55
- 5./KG 155 devient 5./KG 55
- 6./KG 155 devient 6./KG 55

Gruppenkommandeure :
| Début           | Fin               | Grade          | Nom                |
| --------------- | ----------------- | -------------- | ------------------ |
| 1er avril 1936  | 1er mai 1936      | Oberstleutnant | Fritz Löb          |
| 1er mai 1936    | 1er décembre 1937 | Major          | Anton Heidenreich  |
| ?               | ?                 | ?              | ?                  |
| 27 janvier 1939 | 1er mai 1939      | Oberstleutnant | Otto von Lachemair |

### III. Gruppe
Formé le 1er avril 1936 à Schwäbisch Hall avec :

- Stab III./KG 155 nouvellement créé
- 7./KG 155 nouvellement créé
- 8./KG 155 nouvellement créé
- 9./KG 155 nouvellement créé

Le 1er février 1938, le III./KG 155 est renommé III./KG 158 avec :
- Stab III./KG 155 devient Stab III./KG 158
- 7./KG 155 devient 7./KG 158
- 8./KG 155 devient 8./KG 158
- 9./KG 155 devient 9./KG 158

Gruppenkommandeure :
| Début          | Fin              | Grade          | Nom             |
| -------------- | ---------------- | -------------- | --------------- |
| 1er avril 1936 | 15 mars 1937     | Oberstleutnant | Willibald Spang |
| 15 mars 1937   | 1er février 1938 | Oberstleutnant | Werner Zech     |